# Карпова, Евгения Владимировна
Евге́ния Влади́мировна Ка́рпова (3 июня 1893, Санкт-Петербург, Российская империя — 1980, Ленинград, СССР) — русская и советская театральная актриса и педагог; заслуженный деятель искусств РСФСР (1959).

## Биография
Родилась в Санкт-Петербурге 21 мая (3 июня по новому стилю) 1893 года. Отец — Владимир Павлович, коллежский советник, был учителем истории (умер, когда девочке ещё не было двух лет); мать — Лидия Валентиновна Карпова (в девичестве Лазенская), была балериной (танцевала в Мариинском театре). Балериной стала и старшая сестра Евгении.
В 1910 году с золотой медалью завершила обучение в Коломенской гимназии. В этом же году поступила в Санкт-Петербургское Императорское театральное училище на драматический курс. Окончила училище в 1913 году, обучалась у Владимира Давыдова. После учёбы работала в труппе Народного дома, где сыграла более 50 разных ролей. В 1916 году ушла из Народного дома и по приглашению Н. Ф. Балиева переехала в Москву, где начала работать в театре-кабаре «Летучая мышь». В 1917 году Карпова получила приглашение выступать в труппе театра Н. Н. Синельникова.
В 1918 году Евгения вышла замуж за студента Харьковского технологического института Бориса Захаровича Томсинского, а через год у них родился сын Юрий. После Октябрьской революции семья Карповых эмигрировала из страны, но Евгения с мужем и сыном остались в России. В период Гражданской войны, в 1920 году, вернулась с семьёй в Петроград и снова поступила в Народный дом, которым в это время руководил А. Р. Кугель. В 1922 году Карпова была приглашена в труппу Большого драматического театра под руководством Н. Ф. Монахова.
В 1926 году, по окончании срока контракта с БДТ, Карпова перешла в Передвижной театр П. П. Гайдебурова и Н. Ф. Скарской. После закрытия этого театра, она играла один сезон в Вологде, а затем в 1929-1930 годах — в Днепропетровске. В 193О году она вернулась в Ленинград и снова поступила в труппу БДТ, выступая здесь по 1932 год. Затем была приглашена в открывшийся театр Ленинградского областного совета профсоюзов (ЛОСПС), где работала до 1940 года. Наряду с работой в театре, занималась общественной деятельностью, участвовала в концертах для детей.
Великая Отечественная война застала Карпову в Колхозно-совхозном театре П. Гайдебурова. В 1941-1942 годах она работала во фронтовых концертных бригадах, обслуживающих части и корабли Балтики. Сын Юрий сражался на фронтах войны, муж болел. В июле 1942 года Евгения Владимировна эвакуировалась вместе с мужем в посёлок Тальменка Алтайского края. Здесь она занялась за педагогическую работу в местной самодеятельности, организовывала драматические кружки при лесозаводе и в школе. В 1943 году её муж умер.
Вернувшись в 1944 году в Ленинград к сыну, получила предложения на работу от нескольких театров, но решила сосредоточиться на педагогической работе. В этом же году создала кружок любителей драматического искусства в Ленинградском университете. Этому кружку, ставшему впоследствии драматической студией,  Евгения Владимировна посвятила следующие 20 лет своей жизни. За годы руководства университетской студией она выпустила более пятисот студийцев, многие из которых стали профессиональными актёрами и деятелями искусств. Среди них Нелли Подгорная, Игорь Горбачёв, Леонид Харитонов, Сергей Юрский, Владимир Чихачёв, Татьяна Щуко, Иван Краско, Елизавета Акуличева и другие. Помощницей Карповой в руководстве студией была актриса Маргарита Ивановна Питоева.
Последние годы жизни Евгения Владимировна Карпова провела в Доме ветеранов сцены. Здесь она после 55-летней разлуки встретилась со своей старшей сестрой Лидией, эмигрировавшей из России в 1918 году.
Умерла в 1980 году в Ленинграде, похоронена на Серафимовском кладбище.
Указом Президиума Верховного Совета РСФСР от 4 ноября 1959 года Е. В. Карповой присвоено звание заслуженного деятеля искусств РСФСР.